# Reunion
Reunion — четвертий концертний альбом англійського рок-гурту Black Sabbath. Випущений 20 жовтня 1998 року. Був записаний у Бірмінгемі 4-5 грудня 1997 року і отримав назву на честь возз'єднання колективу, яке відбулося того року.

## Композиції
1. War Pigs — 8:28
2. Behind the Wall of Sleep — 4:07
3. N.I.B. — 6:45
4. Fairies Wear Boots — 6:19
5. Electric Funeral — 5:02
6. Sweet Leaf — 5:07
7. Spiral Architect — 5:40
8. Into the Void — 6:32
9. Snowblind — 6:08
10. Sabbath Bloody Sabbath — 4:36
11. Orchid/Lord of This World — 7:07
12. Dirty Women — 6:29
13. Black Sabbath — 7:29
14. Iron Man — 8:21
15. Children of the Grave — 6:30
16. Paranoid — 4:28
17. Psycho Man — 5:18
18. Selling My Soul — 3:10

## Склад
- Гізер Батлер — бас
- Тоні Айоммі — гітара
- Оззі Осборн — вокал
- Білл Уорд — ударні